# 廖秋成
廖秋成（？—），台灣台中人，森林學研究者，台灣知名大樹移植專家，跟劉業經教授和劉棠瑞教授學樹木分類學，跟劉棠瑞教授和蘇鴻傑教授學森林植物生態學，國立嘉義大學森林暨自然資源學系專任副教授退休。
廖秋成教授台中一中畢業後考進國立中興大學農業化學系，在同校森林學系取得學士學位，隨即考進國立台灣大學森林學研究所，在劉棠瑞教授指導下撰寫碩士論文，1979年以《清水山石灰岩地區植群生態之研究》取得碩士學位。
長期在國立嘉義大學和前身嘉義農業專科學校、嘉義技術學院擔任「樹木學」、「自然資源保育」、「生態學」、「森林植物生態學」、「森林植物生態學實驗」等課程，曾任國立嘉義大學森林學系主任數年。

## 專書著作
- 《南洋材》(與呂福原、歐辰雄合著，1987年10月，紅豆出版社，嘉義市)